# Деасадизация

Сирийцы разрушают статую бывшего президента Хафеза аль-Асада (1971—2000) в городе Камышлы, декабрь 2024 года

Деасадизация — новостной термин и неофициальное название политического и социального явления в Сирии, обозначающее уничтожение в Сирии любых возможных символов, связанных с семьей Асада или партией Баас. Де-Асадизация во многом проявилась после падения режима Асада в декабре 2024 года и включала в себя массовые разрушения статуй, портретов, старых партийных и государственных флагов и чего-либо ещё, что символизировало правление семьи Асадов и партии Баас. Помимо этого де-Асадизация включала в себя роспуск и запрет самой партии Баас, как и любых организаций, связанных с ней (молодежные, военные и спецслужбы). Деасадизация похожа на деcталинизацию в СССР или дебаасификацию (аналогичная политика США в Ираке после войны в 2003 году).

## Предыстория

### Военная диктатура
Семья Асадов правила Сирией около 54 лет (по сути с 1970 года - де-юре с 1971), партия Баас ещё больше — 61 год. За это время Сирия, вместо шаткой демократии, превратилась в централизованное, милитаристское и тоталитарное государство, а с момента прихода к власти семьи Асадов (и успешной консолидации ей власти) в стране ещё и зародился обширный культ личности. Баасистская военная диктатура, пропаганда, массовая слежка, репрессии и нарушения прав человека - все это про Сирию Асада. С 1963 года в стране так же непрерывно действовало военное положение, формально оправданное конфликтом с Израилем, но в реальности дающее правительству большие привилегии для репрессий. С 1976 года проходило Исламистское восстание, которое было жестоко подавлено в ходе так называемой Резни в Хаме в 1982 году: оно повлекло еще большее усугубление тоталитаризма в стране.

### Гражданская война
В 2011 году, наряду с восстаниями "Арабской весны" по всему Арабскому миру, протесты пришли и в Сирию. Демонстранты требовали прекращения военного положения и восстановления личных, политических и экономических свобод, а так же ликвидации коррупции. Однако правительство, в лице президента Башара аль-Асада, ответило массовым подавлением и эскалацией репрессий, даже задействовав вооруженные силы. Несмотря на такие жестокие меры против протестующих, ситуация начала выходить из-под контроля и вылилась в многолетнюю ражданскую войну. Восстание получило большую политическую и экономическую поддержку от целого ряда стран. Однако, несмотря на ожесточенные столкновения и моменты, близкие к катастрофе, Асад, при поддержке Ирана и России, удержался у власти. Экономика страны была разрушена, Сирия попала под санкции и мировую изоляцию, а тоталитаризм достиг новых высот. 

### Падение режима Асада
Начиная с 27 ноября 2024 года, силы оппозиции проводили ряд наступательных операций против войск режима, которые оказались неожиданно успешными: уже 8 декабря режим Асада потерпел полный крах: армия объявила о капитуляции, а президент (в тайне от своего окружения) сбежал в Москву. Падение режима праздновалось массовыми митингами граждан и стрельбой в воздух анти-Асадовскими боевиками. Массовое ликование было и за пределами Сирии, особенно среди нескольких миллионов беженцев, покинувших страну из-за гражданской войны.  

## Всеобщая де-Асадизация

### Развенчание культа личности Асадов

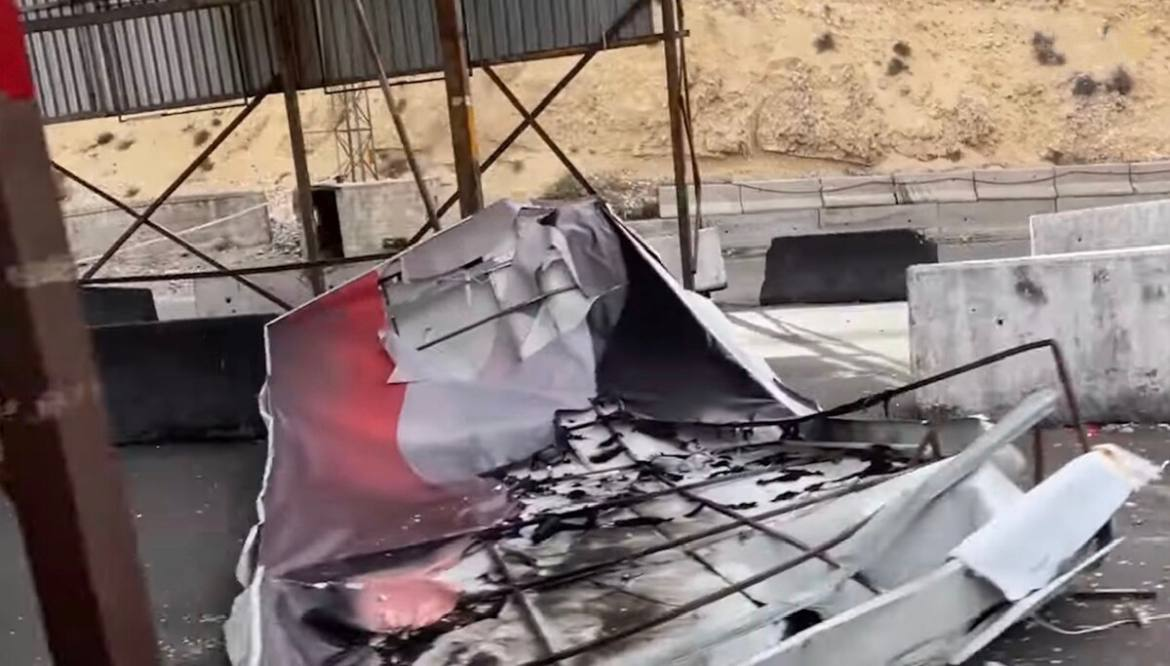
Билборд с изображением Башара Асада, уничтоженный после падения режима

В целом процесс де-Асадизации был и до падения режима Асада, на территориях, неподконтрольных правительству и даже за пределами Сирии (к примеру лишение Башара аль-Асада орденов, выданных ему ранее другими странами), однако как массовое явление и подобный термин, он стал известен лишь после этого. Поскольку режима как такового больше нет - начались массовые уничтожения статуй, портретов, фресок и вообще всего, что хоть как-либо символизировало или олицетворяло режим Асада или партию Баас в целом (в целом они проходили на протяжении всего времени финальных наступлений на завоеванных оппозиционными силами территорий). Так, 11 декабря, повстанцы сожгли гроб отца сбежавшего президента, Хафеза аль-Асада (правил Сирией с 1971 по 2000 год), в городе Кардаха, а 1 февраля 2025 года в городе Дейр-Атия была снесена его самая большая статуя.

### Роспуск партии Баас и связанных с ней организаций
29 января 2025 года было официально объявлено о принятии Ахмеда аш-Шараа как переходного президента Сирии. Новая администрация объявила о приостановке конституции 2012 года а так же  официальном роспуске и полном запрете к существованию и деятельности учреждений, связанных с свергнутым режимом: партии Баас, молодежных организаций, армии, служб безопасности и разведки. При этом новое правительство объявило, что сохранит официальное название "Сирийская Арабская Республика".

### Поимка бывших членов режима Асада
Новое правительство, осознавая ошибки дебаасификации, предложило менее радикальный вариант: оно пообещало полную амнистию и возвращение гражданских документов (которые изымались при Асаде в обмен на военные билеты) всем солдатам армии свергнутого режима в обмен на то что они сдадут все имеющееся оружие: по словам повстанцев, в первый же день прибыло 400 человек. Однако так же новые силы безопасности начали проводить операции против скрывающихся членов режима. В конечном итоге эти операции вылились в столкновения с бывшими асадистами (которые смогли организоваться и сформировать ряд ополчений), а столкновения привели к массовым убийствам алавитов — этнорелигиозной группы, являющейся основой поддержки режима Асадов ранее. Некоторые выражали озабоченность потенциальной трансформацией деасадизации в "деалавизацию" Сирии.